# Tyra Haraldsdatter

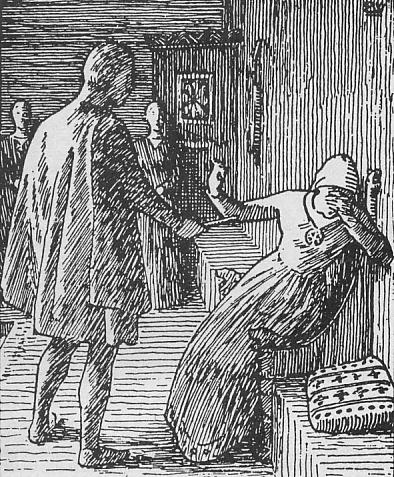
Olav I. Tryggvason und Tyra Haraldsdatter

Tyra Haraldsdatter, auch Þyri Haraldsdóttir (Geburtsdatum und Geburtsort unbekannt; † 18. September 1000) war die Tochter des dänischen Königs Harald Blauzahn und lebte im 10. Jahrhundert. Sie heiratete Olav Tryggvason von Norwegen und war damit Königin von Norwegen. Nach dessen Tod verschwindet sie aus der Geschichte. Angeblich soll sie nach seinem Tod die Nahrungsaufnahme verweigert haben und verhungert sein.

## Leben
Die Tradition ließ sie eine wichtige Rolle bei den Ereignissen spielen, die zu Olav Tryggvasons Tod in der Schlacht bei Svolder im Jahre 1000 führten. Die Quellen gelten als stark literarisch geformt, weshalb man den historischen Sachverhalt nur schwer ermitteln könne. Die Quellen geben ihre Geschichte zudem unterschiedlich wieder.
Der älteste Bericht stammt von Adam von Bremen um 1070. Nach ihm war sie eine besonders hochmütige Frau, die ihren Mann zum Krieg gegen Dänemark aufgehetzt habe. Nach ihm fand die Schlacht, in der Olav fiel, nicht in Svolder, sondern im Øresund statt. Aber kurz vor der Schilderung der Schlacht gibt Adam als Grund für den Krieg ein neugeschlossenes Bündnis zwischen dem dänischen König Svend Tveskæg, Tyras Bruder, und dem schwedischen König Olof Skötkonung an.
Die ältesten norrønen Texte aus dem 12. Jahrhundert geben an, dass sie zunächst mit einem wendischen Fürsten verlobt gewesen sei. Sie habe die Heirat aber abgelehnt, worauf ihr Bruder Sven Gabelbart ihr nach der Heirat mit dem norwegischen König die Mitgift verweigert habe. Darauf habe sie Olav zum Angriff überredet.
Snorri berichtet, Olav Tryggvason sei zunächst mit Geira verheiratet gewesen, der Tochter des Piasten-Fürsten Boleslav in Wendland, der zu Olav Tryggvason in freundschaftlichem Verhältnis gestanden habe. Aber Geira sei gestorben und Olav aus Polen abgereist. Boleslav soll sich einige Zeit später mit Tyra, der Schwester Sven Gabelbarts, als Teil einer Absprache zwischen den beiden verheiratet haben. Aber nach sieben Nächten sei Tyra nach Norwegen geflüchtet. Dort habe sie dann Olav Tryggvason geheiratet. Ein Jahr später versprach Olav, zu Boleslav nach Wendland zu ziehen, mit dem er immer noch freundschaftlich verbunden war, um Tyras Eigentum, das sie bei der Flucht zurückgelassen habe, herauszuverlangen. Unterwegs sei er bei Svolder von seinen Feinden König Sven Gabelbart, König Olof Skötkonung und dem norwegischen Jarl Erik Håkonsson angegriffen und getötet worden.
Snorri drehte in seiner Darstellung die Rollen um: Olav war nun nicht mehr Angreifer, sondern Angegriffener. Und die Rolle Tyras als Frau, die zum Kriege aufstachelte, übernahm nun ihre Schwägerin Sigrid die Stolze, die Frau Sven Gabelbarts. Sie soll tief beleidigt gewesen sein, weil Olav sie als Heidin nicht hatte heiraten wollen, und sie gar „heidnische Hündin“ geschimpft habe.
Saxo Grammaticus berichtet dagegen, dass Tyra vorher mit Styrbjörn dem Starken, dem Bruder von Erik Segersäll von Schweden, verheiratet gewesen sei. Dieser Styrbjørn wird in einem isländischen Skaldenlied erwähnt. Seine historische Existenz ist aber nicht belegt. Er soll Häuptling über die Jomsburg gewesen sein und Harald Blauzahn besiegt und danach dessen Tochter erhalten haben. Danach habe er den Schwedenkönig herausgefordert, sei aber in der Schlacht bei Fyrisvall bei Uppsala gefallen.
Die zwischen 1152 und 1266 verfasste Historia Norvegiae berichtet nur knapp, Olav Tryggvason habe „sororem Sweinonis regis … Tyri“ (= Tyra, König Svens Schwester)  geheiratet, die aber „dux quidam de Sclauia“ (= irgendeinem Herzog der Slawen) versprochen gewesen sei.